# Luis Posada (actor)
Luis Posada Cugat (Barcelona, 9 de marzo de 1963) es un actor de doblaje español, conocido principalmente por doblar a actores como Jim Carrey, John Cusack, Owen Wilson, Leonardo DiCaprio, Adrien Brody y Johnny Depp, entre otros. Es hijo de Luis Posada Mendoza y Nuria Cugat, y hermano de José Posada, con los que comparte la profesión del doblaje. En enero de 2024 fue galardonado con la Gerreta de Revelació Masculina de Els Pastorets de Molins de Rei debido a su papel en la función de Sant Simeó.

## Biografía
Comienza su andadura en doblaje, a principios de los años 80, trabajando en producción y de "chico para todo" en los desaparecidos estudios "Q.T. Lever" de Alberto Trifol. Por pura casualidad, le proponen a Luis hacer su primer take, en el que tenía que decir: "La policía ha localizado la llamada telefónica". Es a partir de este momento, cuando comenzaría a desarrollar su carrera como actor de doblaje tanto en castellano como en catalán -al igual que su padre, hermano pequeño y madre-. En 1984, realiza su primer papel protagonista en la película Gremlins, en la que doblaba a Zach Galligan. Tras más de 35 años en el oficio, ha efectuado trabajos de gran calidad y muy variados: Leonardo DiCaprio en Titanic, Adrien Brody en El pianista, Owen Wilson en Zoolander, Jim Carrey en El show de Truman, John Cusack en Alta fidelidad, Brad Pitt en Doce monos, Johnny Depp en Piratas del Caribe, Guy Pearce en Memento, y un largo etcétera. Su papel más complicado fue doblar a Jim Carrey en El Grinch porque se quedó afónico varias veces durante el doblaje al tener que imitar todos los gritos que daba Jim Carrey a lo largo de la película; también le marcó por la intensidad dramática del papel, el trabajo de doblar a Adrien Brody en El pianista. Ha declarado en alguna entrevista, que su actor más afín es Johnny Depp. Ha doblado a multitud de actores gracias a su ductilidad: Johnny Depp, Adrien Brody, Leonardo DiCaprio, Will Ferrell, Owen Wilson, Guy Pearce, Jim Carrey, John Cusack, Jackie Chan, Mathieu Amalric, Paul Bettany, Russell Brand, James Spader, Alan Cumming, Cary Elwes, Emilio Estévez, Zach Galligan, Ryan Gosling, Bill Hader, Johnny Knoxville, Rob Lowe, Matthew Modine... Además de poner su voz en infinidad de campañas publicitarias, audio-libros y documentales. Ocasionalmente, ha ejercido como director de doblaje. Puntualmente, también ha trabajado como actor de imagen en televisión, cortometrajes y teatro.
En 2013, junto a Jordi Brau y Óscar Barberán, fundó los estudios "Polford" en Barcelona, donde doblan y mezclan películas y series. En el mismo estudio, en su centro de formación, ejerce como profesor de doblaje.
En 2022 ganó el premio a mejor doblaje

## Número de doblajes de actores más conocidos
- Voz habitual de Jim Carrey (en 31 películas) desde 1985.
- Voz habitual de Johnny Depp (en 49 películas) desde 1990.
- Voz habitual de John Cusack (en 33 películas) desde 1986.
- Voz habitual de Owen Wilson (en 28 películas) desde 1999.
- Voz habitual de Will Ferrell (en 20 películas) desde 1998.
- Voz habitual de Adrien Brody (en 21 películas) desde 1998.
- Voz habitual de Guy Pearce (en 17 películas) desde 2000.
- Voz habitual de Leonardo DiCaprio (en 14 películas) desde 1997.
- Voz habitual de Rob Lowe (en 13 películas) desde 1985.

## Filmografía parcial
Voz de Adrien Brody en:
- Restaurant (1998) - Chris Calloway
- Verano de Sam: Nadie Está a Salvo (1999) - Richie
- Amar al límite (2001) - Jack Grace
- El pianista (2002) - Władysław Szpilman
- El detective cantante (2003) - Matón uno
- El Bosque (2004) - Noah Percy
- The Jacket (2005) - Jack Starks
- King Kong (2005) - Jack Driscoll
- Hollywoodland (2006) - Louis Simo
- Viaje a Darjeeling (2007) - Peter Whitman
- Manolete (2008) - Manuel Rodríguez Sánchez "Manolete"
- Los estafadores (2008) - Bloom
- Splice: Experimento mortal (2009) - Clive Nicoli
- Giallo (2009) - Inspector Enzo Lavia
- Predators (2010) - Royce
- Detachment (2011) - Henry Barthes
- En tercera persona (2013) - Scott
- Succession (2018) - Josh Aaronson
- Chapelwaite (2021) - Capitán Charles Boone
- See How They Run (2022) - Leo Kopernick
- Asteroid City (2023) - Schubert Green
- The Brutalist (2025) - Lászlo Tóth

Voz de Brad Pitt en:
- Thelma y Louise (1991) - JD
- 12 monos (1995) - Jeffrey Goines
- El lado oscuro del Sol (1998) - Rick

Voz de Jim Carrey en:
- Mordiscos peligrosos (1985) - Mark Kendall
- La máscara (1994) - Stanley Ipkiss / La Máscara
- Dos tontos muy tontos (1994) - Lloyd Christmas
- Batman Forever (1995) - Edward Nygma / El Acertijo
- Ace Ventura: Operación África (1995) - Ace Ventura
- Un loco a domicilio (1996) - Ernie "Chip" Douglas
- Mentiroso compulsivo (1997) - Fletcher Reede
- El show de Truman (1998) - Truman Burbank
- El inolvidable Simon Birch (1998) - Joe Wenteworth (adulto)
- Man on the Moon (1999) - Andy Kaufman/Tony Clifton
- Yo, Yo mismo e Irene (2000) - Charlie Baileygates / Hank
- El Grinch (2000) - El Grinch
- The Majestic (2001) - Peter Appleton
- Como Dios (2003) - Bruce Nolan
- ¡Olvidate de mi! (2004) - Joel Barish
- Una serie de catastróficas desdichas de Lemony Snicket (2004) - Conde Olaf
- Dick y Jane: Ladrones de risa (2005) - Dick Harper
- El número 23 (2007) - Walter Sparrow/Detective Fingerling
- Horton (2008) - Horton
- Di que si (2008) - Carl Allen
- Phillip Morris, ¡te quiero! (2009) - Steven Jay Russell
- Cuento de Navidad (2009) - Ebenezer Scrooge
- Los pingüinos del Sr. Poper (2011) - Sr. Thomas "Tom" Popper
- El increíble Burt Wonderstone (2013) - Steve Gray
- Crímenes oscuros (2018) - Tadek
- Kidding (2018-2020) - Jeff Pickles
- Sonic, la película (2020) - Dr. Ivo Robotnik
- Sonic 2, la película (2022) - Dr. Ivo Robotnik
- Sonic 3, la película (2024) - Dr. Ivo Robotnik/Dr. Gerald Robotnik

Voz de John Cusack en:
- Cuenta conmigo (1986) - Denny Lachance
- Los timadores (1990) - Roy Dillon
- Ciudadano Bob Roberts (1992) - Presentador
- Balas sobre Broadway (1994) - David Shayne
- City Hall: La sombra de la corrupción (1996) - Kevin Kalhoun
- Un asesino algo especial (1997) - Martin Q. Blank
- Medianoche en el jardín del bien y del mal  (1997) - John Kelso
- Sin piedad (1999) - Myrl Redding
- Fuera de control (1999) - Nick Falzone
- Como ser John Malkovich (1999) - Craig Schwartz
- Alta fidelidad (2000) - Rob Gordon
- La pareja del año (2001) - Eddie Thomas
- Serendipity (2001) - Jonathan Trager
- Max (2002) - Max Rothman
- Identidad (2003) - Ed Dakota
- El jurado (2003) - Nicholas Easter
- La cosecha de hielo (2005) - Charlie Arglist
- El contrato (2006) - Ray Keene
- 1408 (2007) - Mike Enslin
- El niño de Marte (2007) - Liz Gordon
- La vida sin Grace (2007) - Stanley Phillips
- Negocios de guerra (2008) - Brand Hauser
- 2012 (2009) - Jackson Curtis
- Jacuzzi al pasado (2010) - Adam
- Shanghai (2010) - Paul Soames
- El enigma del cuervo (2012) - Edgar Allan Poe
- El mayordomo (2013) - Presidente Richard Nixon
- Caza al asesino (2013) - Robert Hansen
- Código de defensa (2013) - Emerson Kent
- Love & Mercy (2015) - Brian Wilson
- Kronos: El fin de la humanidad (2017) - Elías Van Dorne
- Tierra de violencia (2019) - Dutch Albert
- Utopía (2020-presente) - Dr. Kevin Christie

Voz de Johnny Depp en:
- El lágrima (1990) - Wade Walker "Cry-Baby"
- ¿A quién ama Gilbert Grape? (1993) - Gilbert Grape
- Dead Man (1995) - William "Will" Blake
- Donnie Brasco (1997) - Joseph Pistone/Donnie Brasco
- The Brave (1997) - Raphael
- Sleepy Hollow (1999) - Ichabod Crane
- Chocolat (2000) - Roux
- Vidas furtivas (2000) - Cesar
- Blow (2001) - George Jung
- Desde el infierno (2001) - Inspector Frederick George Abberline
- Piratas del Caribe: La maldición de la Perla Negra (2003) - Capitán Jack Sparrow
- El mexicano (2003) - Sheldon Jeffrey Sands
- Perdidos en La Mancha (2004) - Toby
- La ventana secreta (2004) - Mort Rainey
- Descubriendo Nunca Jamás (2004) - J. M. Barrie
- The Libertine (2004) - John Wilmot
- Charlie y la fábrica de chocolate (2005) - Willy Wonka
- Piratas del Caribe: El cofre del Hombre Muerto (2006) -  Capitán Jack Sparrow
- Piratas del Caribe: en el fin del mundo (2007) - Capitán Jack Sparrow
- Sweeney Todd, el barbero diabólico de la calle Fleet (2007) - Benjamin Barker/Sweeney Todd
- El imaginario del Doctor Parnassus (2009) - Tony (Transformación 1)
- Enemigos públicos (2009) - John Dillinger
- The Tourist (2010) - Frank Tupelo / Alexander Pearce
- Rango (2011) - Rango
- Piratas del Caribe: En mareas misteriosas (2011) - Capitán Jack Sparrow
- Jack y su Gemela (2011) - Él mismo
- Los diarios del Ron (2011) - Paul Kemp
- Infiltrados en clase (2012) - Oficial Tom Hanson
- Sombras tenebrosas (2012) - Barnabas Collins
- Life's Too Short (2012) - Él mismo
- El Llanero Solitario (2013) - Toro
- Transcendence (2014) - Dr. Will Caster
- Tusk (2014) - Guy Lapointe
- Into the Woods (2014) - El Lobo Feroz
- Mortdecai (2015) - Charles Mortdecai
- Black Mass: Estrictamente criminal (2015) - James "Whitey" Bulger
- Animales fantásticos y dónde encontrarlos (2016) - Gellert Grindelwald
- Piratas del Caribe: La venganza de Salazar (2017) - Capitán Jack Sparrow
- Asesinato en el Orient Express (2017) - Edward Ratchett/John Cassetti
- Sherlock Gnomes (2018) - Sherlock Gnomes
- Ciudad de mentiras (2018) - Russell Poole
- Animales fantásticos: Los crímenes de Grindelwald (2018) - Gellert Grindelwald
- Campos de Londres (2019) - Chick Purchase
- El fotógrafo de Minamata (2020) - W. Eugene Smith
- Crock of Gold: Bebiendo con Shane MacGowan (2020) - Él mismo

Voz de LeVar Burton en:
- Star Trek: la próxima generación (1994) - Teniente Geordi La Forge
- Star Trek: primer contacto (1996) - Teniente Geordi La Forge
- Star Trek: insurrección (1998) - Teniente Geordi La Forge
- Star Trek: némesis (2002) - Teniente Geordi La Forge

Voz de Leonardo DiCaprio en:
- Titanic (1997) - Jack Dawson
- El hombre de la máscara de hierro (1998) - Rey Luis XIV / Philippe
- Celebrity (1998) - Brandon Darrow
- La playa (2000) - Richard
- Gangs of New York (2002) - Amsterdam Vallon
- Atrápame si puedes (2002) - Frank Abagnale Jr.
- El aviador (2004) - Howard Hughes
- Revolutionary Road (2008) - Frank Wheeler
- Shutter Island (2010) - Edward "Teddy" Daniels / Andrew Laeddis
- Hubble (2010) - Narrador
- Django desencadenado (2012) - Calvin J. Candie
- El renacido (2015) - Hugh Glass
- Érase una vez en... Hollywood (2019) - Rick Dalton
- No mires arriba (2021) - Dr. Randall Mindy

Voz de Matt Smith en:
- La casa del dragón (2021-) - Daemon Targaryen

Voz de Will Ferrell en:
- Movida en el Roxbury (1998) - Steve Butabi
- Melinda y Melinda (2004) - Hobie
- Embrujada (2005) - Jack Wyatt/Darrin
- Los productores (2005) - Franz Liebkind
- Pasado de vueltas (2006) - Ricky Bobby
- Más extraño que la ficción (2006) - Harold Crick
- Patinazo a la gloria (2007) - Chazz Michael Michaels
- El mundo de los perdidos (2009) - Dr. Rick Marshall
- Megamind (2010) - Megamind
- Los otros dos (2010) - Detective Allen Gamble
- El complot de Megamid (2011) - Megamind
- En campaña todo vale (2012) - Camden "Cam" Brady
- La Lego película (2014) - Megamalo/Megapresi
- Dale Duro (2015) - James King
- Padres por desigual (2015) - Brad Whitaker
- Dos padres por desigual (2017) - Brad Whitaker
- La Lego película 2 (2019) - Megapresi/Papá
- Festival de la canción de Eurovisión: La historia de Fire Saga (2020) - Lars Erickssong
- The Shrink Next Door (2021) - Martin "Marty" Markowitz
- The Boys (2019-) - Coach Brink

Voz de Guy Pearce en:
- Reglas de compromiso (2000) - Mayor Mark Biggs
- Memento (2000) - Leonard "Lenny" Shelby
- Traidor (2008) - Agente Roy Clayton
- La carretera (2009) - Veterano
- El discurso del rey (2010) - Rey Eduardo VIII
- El pacto (2011) - Simon/Eugene Cook
- MS1: Máxima seguridad (2012) - Marion Snow
- Prometheus (2012) - Peter Weyland
- Iron Man 3 (2013) - Aldrich Killian
- El Cazador (2014) - Eric
- Equals (2015) - Jonas
- Alien: Covenant (2017) - Peter Weyland
- El Catcher espia (2018) - Robert Furman
- Domino (2019) - Joe Martin
- Mare of Easttown (2021) - Richard Ryan
- Sin remordimientos de Tom Clancy (2021) - Clay

Voz de Keanu Reeves en:
- Mi Idaho privado (1991) - Scott Favor
- Drácula de Bram Stoker (1992) - Jonathan Harker

Voz de Owen Wilson en:
- La guarida (1999) - Luke Sanderson
- Los padres de ella (2000) - Kevin Rawley
- Tras la linea enemiga (2001) - LT. Chris Burnett
- Zoolander (2001) - Hansel McDonald
- Soy espía (2002) - Alex Scott
- Los rebeldes de Shanghái (2003) - Roy O'Bannon
- La vuelta al mundo en 80 días (2004) - Wilbur Wright
- Los padres de él (2004) - Kevin Rawley
- De Boda en Boda (2005) - John Beckwith
- Un caradura de confianza (2005) - Neil King
- Tú, yo y ahora Dupree (2006) - Randy Dupree
- Night at the Museum (2007) - Jedediah Smith
- No tan duro de pelar (2008) - Bob "Drillbit" Taylor
- Noche en el museo 2 (2009) - Jedediah Smith
- Ahora los padres son ellos (2010) - Kevin Rawley
- ¿Cómo sabes si...? (2010) - Matty Reynolds
- Medianoche en París (2011) - Gil Pender
- Carta blanca (2011) - Richard "Rick" Mills
- Los becarios (2013) - Nick Campbell
- Noche en el museo: El secreto del faraón (2014) - Jedediah Smith
- Puro vicio (2014) - Coy Harlingen
- Golpe de estado (2015) - Jack Dwyer
- Zoolander 2 (2016) - Hansel McDonald
- Wonder (2017) - Nate Pullman
- Locura Padre (2018) - Kyle Reynolds
- Loki (2021) - Mobius M. Mobius
- Casate conmigo (2022) - Charlie Gilbert

Voz de Jackie Chan:
- Kung Fu Panda - Maestro Mono
- Kung Fu Panda 2 - Maestro Mono
- Kung Fu Panda 3 - Maestro Mono

Voz Original: 
- Las aventuras de Tadeo Jones - Momia
- Tadeo Jones 2: El secreto del rey Midas - Momia
- Tadeo Jones 3: La tabla esmeralda - Momia
- Donkey Xote - Rucio

Otros:
- El jorobado de Notre Dame (1996) - Quasimodo
- Contra Viento y Marea (2020) - Jack Sparrow